# Water
Il vaso sanitario o water (AFI: /ˈvater/) è un apparecchio sanitario costituito da un vaso, generalmente in ceramica (ma ve ne sono anche versioni in acciaio, in vetro e in resina), destinato allo smaltimento degli escreti di funzioni fisiologiche come la minzione e la defecazione.

## Etimologia
Il termine "water" o "vater" è l'abbreviazione, adattata alla fonetica italiana, dell'inglese water-closet (letteralmente: "stanzino dell'acqua").

## Morfologia e funzionamento

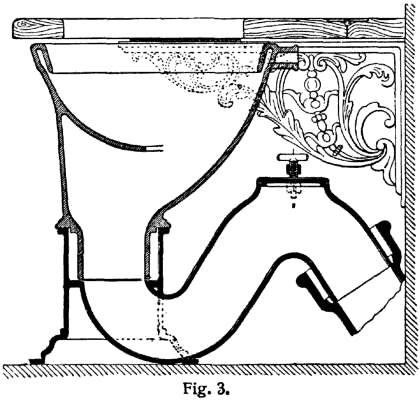
Schema morfologico con water a piedistallo e con brida aperta

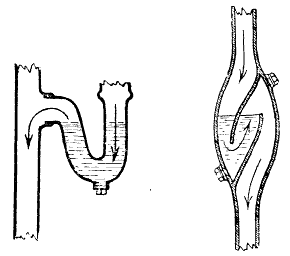
Scarico a sifone

Il water è costituito da un vaso di colletta, tipicamente dotato di sedile (spesso ribaltabile), collegato a una tubatura di scarico a mezzo di un sifone riempito d'acqua per evitare la diffusione di cattivi odori nell'ambiente.
Dopo ciascun utilizzo, la parte interna del vaso viene ripulita da un getto d'acqua, di solito proveniente da un piccolo serbatoio, usualmente denominato sciacquone. Tale soluzione ha soppiantato progressivamente l'impiego di acqua corrente, in quanto permette di impiegare una quantità adeguata e non eccessiva di acqua a ogni risciacquo, limitandone lo spreco.
Taluni accorgimenti (altezza e conseguente incremento della caduta, direzionamento dei getti, messa in pressione dello sciacquone, impiego in determinati Paesi, come gli Stati Uniti, dello scarico ad aspirazione al posto di quello a cacciata) ottimizzano la funzionalità del getto. Gli escrementi vengono così spinti dal getto verso la tubatura di scarico (o, con lo scarico ad aspirazione, richiamati in essa da un gradiente di pressione) fino a raggiungere la fossa biologica (in cui l'attività biologica svolta dai batteri favorisce una pre-depurazione degli scarichi, liquefacendo e trasformando le masse solide prima dell'eventuale passaggio nelle fogne cittadine) o le fogne e l'acqua contenuta nel sifone viene rinnovata.

### Tipologie
I water si distinguono per il tipo di montaggio in:
- vasi con piedistallo, fissati al pavimento, con altezza normalizzata e staccati dalla parete.[N 1]
- vasi sospesi, fissati a una parete e completamente staccati dal pavimento, con altezza in genere attorno ai 400 mm.
- vasi a filo muro, fissati al pavimento e che terminano appoggiandosi al muro tramite un profilo unico, senza alcun passaggio tra i due lati del water.
- vasi a parete, altrimenti detti orinatoi.
- vasi a pavimento, detti anche vasi alla turca
- vasi a tunnel, non adatti al contenimento delle feci. Sono particolarmente diffusi nelle stazioni di servizio tedesche e olandesi.

Le altezze indicate sono in genere comuni a quelle dei bidet montati accanto ai vasi. 
Dimensioni, caratteristiche e modalità di posa in opera sono oggetto di dettagliati standard edilizi in molti paesi, tendenti a favorire una fruizione ottimale del servizio al maggior numero possibile di utenti, contro le possibili differenziazioni biometriche. In Italia, ad esempio, i sanitari per bambini sino a 10 anni debbono avere un'altezza massima di 350 (±10) mm, quelli per disabili e persone affette da dolori articolari e dell'anca di 500 (±10) mm.
Il sistema di lavaggio del vaso assume la denominazione comune di sciacquone. 
Gli sciacquoni possono essere:
- a cassetta:
  - bassa, esterna o incassata a muro, con adduzione dell'acqua a quota prefissata,[N 2] con pulsanti di apertura meccanici, che sempre più spesso consentono di modulare la quantità d'acqua impiegata per ogni singolo lavaggio secondo necessità (in genere consumando circa 3 o 6 litri).
  - a zaino, appoggiata direttamente alla parte posteriore del vaso, con comandi e funzionamento analoghi a quelli delle cassette basse.
  - alta o a mezza altezza, esterna, con pulsante di apertura idraulico, sempre meno utilizzate, soprattutto per l'elevato consumo d'acqua che determinano a ogni lavaggio (circa 9 litri).
- a "passo rapido":
  - un tubo dell'acqua corrente – incassato a muro o a vista – è collegato direttamente al vaso a mezzo di un rubinetto ad alta portata, generalmente dotato di una molla che ne causa la chiusura automatica dopo esser stato azionato (sistema a flussometro), garantendo così il lavaggio per mezzo di una predeterminata quantità d'acqua, spesso maggiore di quella impiegata con i sistemi a cassetta. Il passo rapido senza flussometro è stato abbandonato perché, essendo una semplice valvola a chiusura manuale, la disattenzione degli utilizzatori poteva portare a grandi sprechi d'acqua.
  - In entrambi i casi, il sistema a passo rapido richiede l'alimentazione idrica attraverso un impianto dimensionato per erogare la portata richiesta, generalmente superiore a quella fornita dai più comuni impianti domestici. Per questo motivo, il sistema è utilizzato quasi esclusivamente nei servizi igienici a uso pubblico, specialmente quando l'elevata frequenza di utilizzo dei wc è incompatibile con i tempi di riempimento delle tradizionali cassette. Inoltre, l'allacciamento diretto dei dispositivi a passo rapido alla rete idrica è vietato in molti Comuni, dove il regolamento del servizio di Acquedotto richiede l'interposizione di serbatoio di accumulo dotato di valvola a galleggiante, la cui bocca di immissione deve essere libera e trovarsi al di sopra del livello massimo di riempimento, questo per evitare il rischio di "sifonamento". Le comuni cassette di scarico soddisfano già questo requisito, a condizione di avere la valvola a galleggiante con bocchello libero, cioè sprovvista del tubicino silenziatore, perché l'estremità di quest'ultimo verrebbe a trovarsi al di sotto del livello dell'acqua.
  - Alcuni condomini erano dotati di scarichi a passo rapido alimentati da serbatoi di accumulo posti sulla terrazza, attraverso colonne discendenti che alimentavano i dispositivi dei vari appartamenti. Questo sistema è stato abbandonato, in primis per le problematiche di ripartizione dei consumi relativi ai singoli appartamenti.

Diagramma di un water con scarico a cacciata

Il raccordo tra il sifone del vaso e il bocchettone di scarico (generalmente in PVC grigio) può essere disposto verticalmente o orizzontalmente ed è sempre orizzontale nei vasi sospesi.
La conformazione del sifone e l'orientamento del raccordo determinano la tipologia di funzionamento dello scarico:
- a cacciata, con raccordo normalmente verticale (scarico a pavimento);
- ad aspirazione, con raccordo normalmente orizzontale (scarico a parete).

I vasi con scarico a cacciata sono normalmente caratterizzati, oltre che da un sifone più largo e corto, da una superficie d'acqua di estensione minore e collocata a un'altezza relativa al pavimento minore, rispetto ai vasi con scarico ad aspirazione; i vasi ad aspirazione inoltre possiedono un getto d'acqua ausiliare interno al sifone e diretto verso il tubo di scarico.

### Brida e accessori

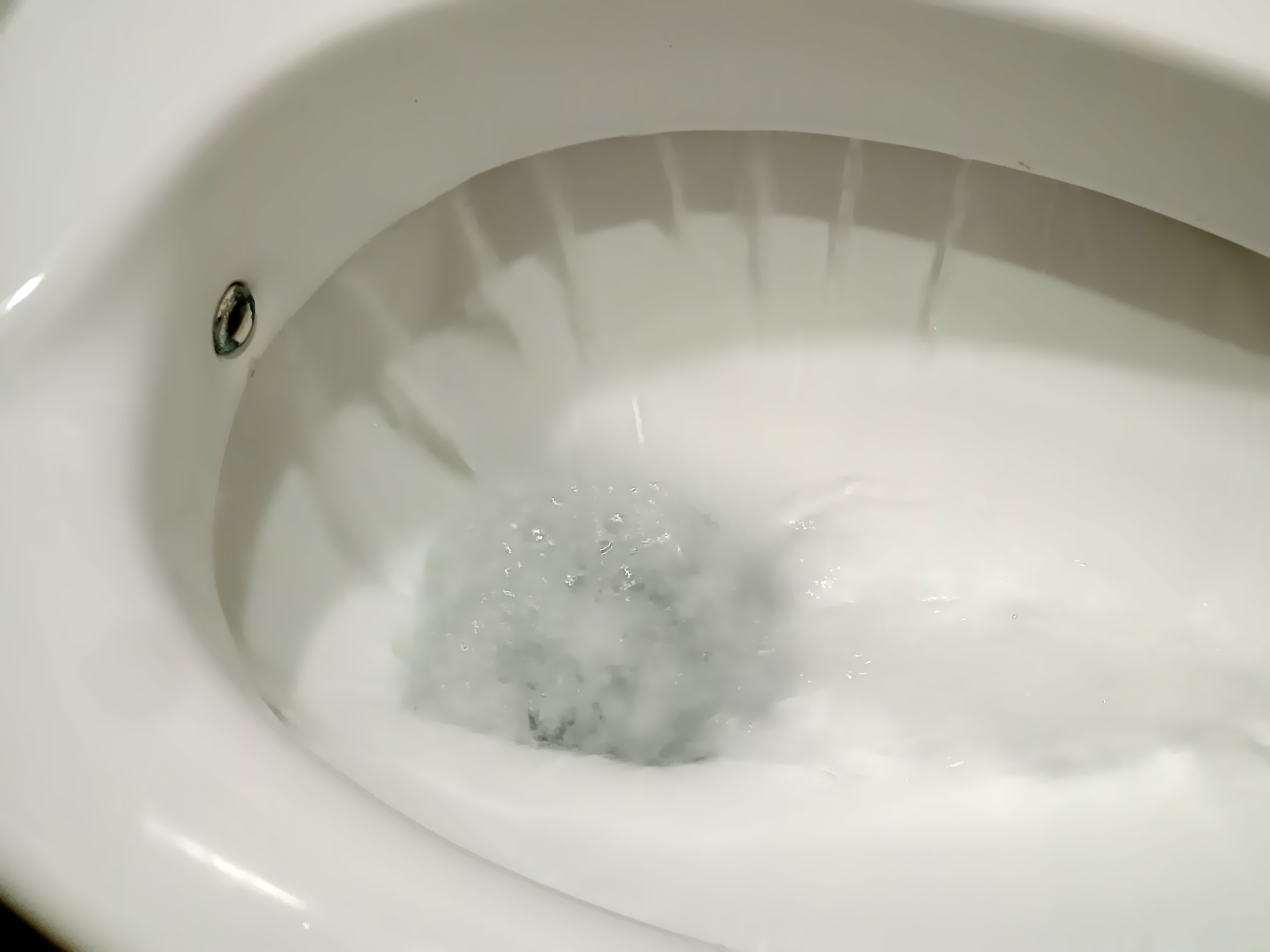
Water con brida del tipo grondante, infatti si possono notare i getti equamente distribuiti lungo la brida

Il vaso sanitario può avere diversi tipi di brida (labbro della bocca):
- Aperta, soluzione classica, dove per trattenere l'acqua di lavaggio, la sponda del water ha un labbro (brida) che rientra internamente creando una camera aperta inferiormente
  - Aperta a brida grondante, si tratta di una variante, che chiude parzialmente la brida nella sua parte inferiore, permettendo la fuoriuscita dell'acqua tramite dei fori disposti lungo il perimetro del water[4]
- Piena, si tratta di una via di mezzo tra la soluzione a brida aperta e senza brida, ma più simile alla prima, in questo caso il labbro del water è caratterizzato da un aumento di spessore (eventualmente cavo internamente) con relativo profilo per trattenere l'acqua, quindi si ha la sponda superiore e la brida che si va poi a congiungere alla parete interna del water, senza alcuna interruzione o nicchie, il che permette anche una struttura superiore del vaso anche più rigida e resistente.
- Assente, in questo caso il vaso termina senza alcun accorgimento particolare se non con la parete che s'incurva leggermente, in modo del tutto simile al bidet, difatti manca sia la brida che la sponda, il che facilita la corretta pulizia e rimozione di calcare, di contro può andare incontro a fuoriuscita dell'acqua durante il lavaggio e dover richiedere un riduttore di flusso[4]
  - Assente con sponda, si tratta di una via di mezzo tra la soluzione a brida aperta e senza brida, ma più simile a quest'ultima, dove in questo caso è presente la sponda, ma manca la brida, scongiurando i problemi di fuoriuscita, questi sistemi possono assumere vari nomi a seconda del produttore, come "DirectFlush",[5] Acquablade, GoClean o NewFlush[6]

Il vaso sanitario del tipo a seduta è generalmente munito di seduta, che è composta da:
- Tavoletta o seduta ribaltabile, in questo caso la seduta può ribaltarsi per facilitare la minzione, mentre viene riposizionata per la defecazione.
  - Tavoletta con funzione bidet, soluzione possibile tramite l'uso di tavolette speciali e appositamente ideate, che rendono il vaso sanitario polifunzionale.
  - Tavoletta riscaldata, si trattano di tavolette munite di un elemento riscaldante, che rendono la seduta più confortevole
- coperchio ribaltabile, utilizzato per chiudere il vaso ed evitare che venga utilizzato da animali domestici o evitare che i ratti possano entrare in casa sfruttando le condutture fognarie.
- Gli accessori ribaltabili possono essere muniti di sistemi ammortizzanti per evitare che vadano a sbattere violentemente con il vaso e generare rumore.

## Storia

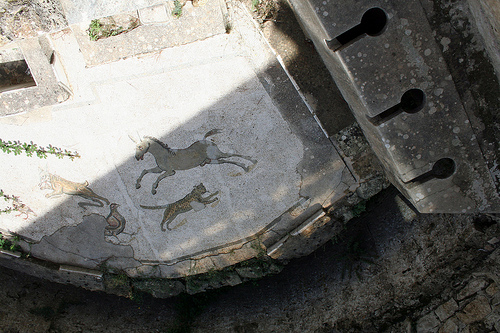
Latrine Villa del Casale di Piazza Armerina

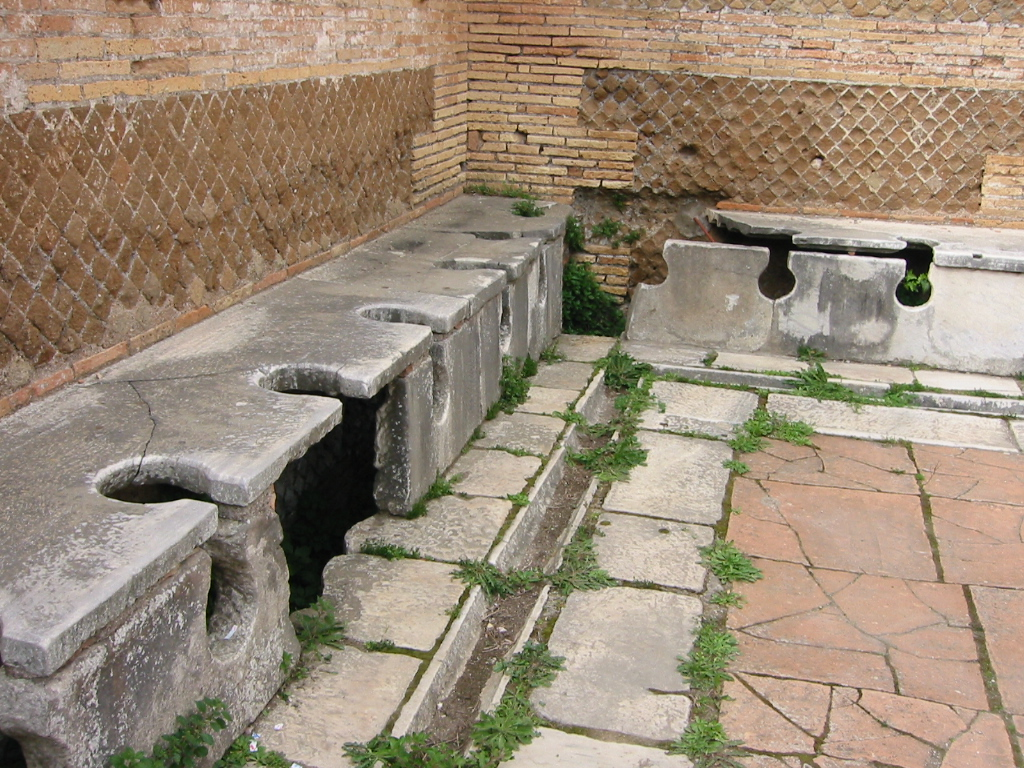
Servizi igienici collettivi di epoca romana negli scavi di Ostia

Grazie a una scoperta archeologica pare che in Cina, attorno all'anno 1, fossero usati servizi igienici molto simili agli attuali. In una tomba della dinastia Han (dal 206 a.C. al 24 d.C.) è stato ritrovato un locale con un sistema per sedersi e raccogliere l'acqua.
Sistemi a seduta con risciacquo continuo, per certi versi analoghi ai vasi attuali, erano diffusi nel mondo romano antico. Importanti ritrovamenti archeologici a Ostia, Ercolano, Pompei e persino presso il Vallo di Adriano hanno consentito di evidenziarne anche un aspetto di costume per il quale le azioni esplicatevi si suppongono effettuate collettivamente con naturalità.
Nel Medioevo, quando era sconosciuto il water e non erano sistematicamente diffuse le fognature, gli escrementi erano generalmente depositati in vasi di coccio spesso vuotati direttamente dalle finestre, trasformando così le strade cittadine in luoghi maleodoranti e in cattive condizioni igieniche.
In Occidente invece l'invenzione del water viene attribuita allo scrittore John Harington, figlioccio di Elisabetta I d'Inghilterra. Il vaso era collocato in un piccolo ambiente, denominato water closet che, tradotto in italiano, significa propriamente "ripostiglio per l'acqua" e non vaso sanitario, nonostante water closet e la sua abbreviazione, w.c. o WC, siano spesso usati - sebbene erroneamente - per indicare non solo l'ambiente chiuso, ma lo stesso vaso.
Nel 1590, sir Harington ideò un marchingegno fornito di un serbatoio a torre contenente acqua. Un rubinetto a mano faceva affluire l'acqua in un serbatoio più piccolo, mentre una botola a valvola faceva defluire l'acqua di scolo in un pozzo nero.
L'invenzione destò interesse nel pubblico, ma Harington ebbe la sventurata idea di parlare del progetto in un suo libro, contenente allusioni di cattivo gusto. Le divagazioni allusive non piacquero alla regina Elisabetta, che bloccò la realizzazione del rudimentale vaso sanitario e non volle più saperne dell'ingegnoso figlioccio.

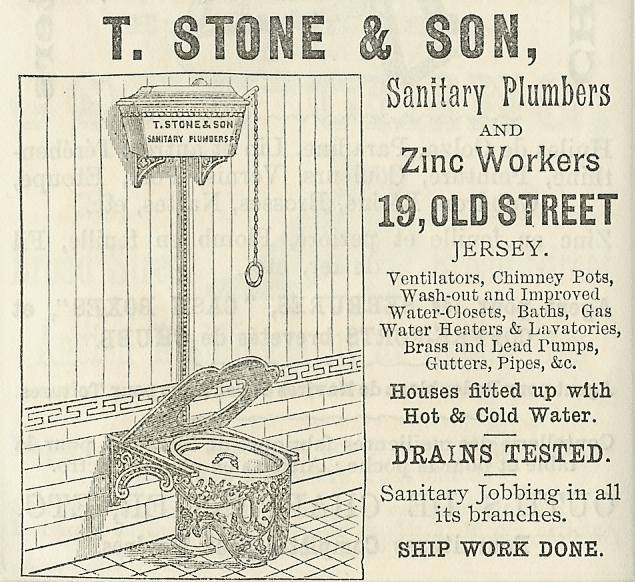
Una inserzione pubblicitaria del 1892 che mostra un vaso sanitario provvisto di sciacquone a catenella (introdotto nel 1886)

Nel 1738, J.F. Brondel riprese l'invenzione di Harington proponendo delle modifiche. Nel 1775 Alexander Cummings, orologiaio inglese, aggiunse al progetto di Harington un sifone a livello della valvola che grazie alla continua presenza di acqua eliminava definitivamente il problema degli odori, ottenendo in questo modo un gran successo.
Nel 1777, Joseph Preiser apportò ulteriori migliorie alle valvole. Nel 1883 in Francia fece la sua comparsa la tazza del water così come la conosciamo oggi. Nel frattempo in molti paesi si era diffuso il semplice buco detto “alla turca” sul quale ci si accovacciava, evitando così problemi di tipo igienico. Dal 1739 a Parigi comparirono toilette separate per donne e uomini mentre sono del 1824 le prime toilet pubbliche.
L'invenzione del vaso sanitario sembra da attribuirsi all'inglese Alexander Cummings.
Nel 1886 l'inglese Thomas Crapper (dal cui cognome, erroneamente, si ritiene che derivi il termine inglese to crap, in realtà ben più antico) inventò lo sciacquone sopra la tazza, ovvero un serbatoio di 10 litri che grazie a delle leve e a un tirante con catenella di ferro, scaricava e puliva il gabinetto.
Il water rappresentò un importante progresso igienico in quanto consentì di liberarsi in modo efficiente di materiali ad alto contenuto batterico che altrimenti avrebbero potuto favorire l'insorgenza e la diffusione di malattie e infezioni nonché la prolificazione di topi e insetti.

## Aspetti sanitari
I servizi igienici sono un elemento importante di un sistema igienico-sanitario, sebbene siano necessari anche altri elementi: trasporto, trattamento, smaltimento o riutilizzo. Malattie, incluso il colera, che colpisce circa 3 milioni di persone ogni anno, possono essere in gran parte prevenute quando igiene e trattamenti dell'acqua impediscono alla materia fecale di contaminare i corsi d'acqua, le acque sotterranee e le forniture di acqua potabile.
Nel 2016 un miliardo di persone nei Paesi in via di sviluppo non avevano servizi igienici nelle loro case, ricorrendo alla defecazione a cielo aperto.
Il Joint Monitoring Programme for Water Supply and Sanitation (Programma congiunto di monitoraggio per l'approvvigionamento idrico e i servizi igienico-sanitari) dell'OMS e dell'UNICEF è l'ente ufficiale delle Nazioni Unite incaricato di monitorare i progressi verso gli Obiettivi di sviluppo del Millennio relativi all'acqua potabile e ai servizi igienico-sanitari (obiettivo 7.C). Uno dei programmi di questo obiettivo è "dimezzare, entro il 2015, la percentuale di persone senza accesso sostenibile all'acqua potabile e ai servizi igienici di base", pubblicando regolarmente dati sull'accesso ai servizi igienico-sanitari in tutto il mondo.
Un'altra organizzazione che si concentra su servizi igienici e servizi igienico-sanitari è la Organizzazione mondiale della toilette, la cui data di fondazione, il 19 novembre, viene utilizzata per la “Giornata mondiale della toilette”.

## Galleria d'immagini

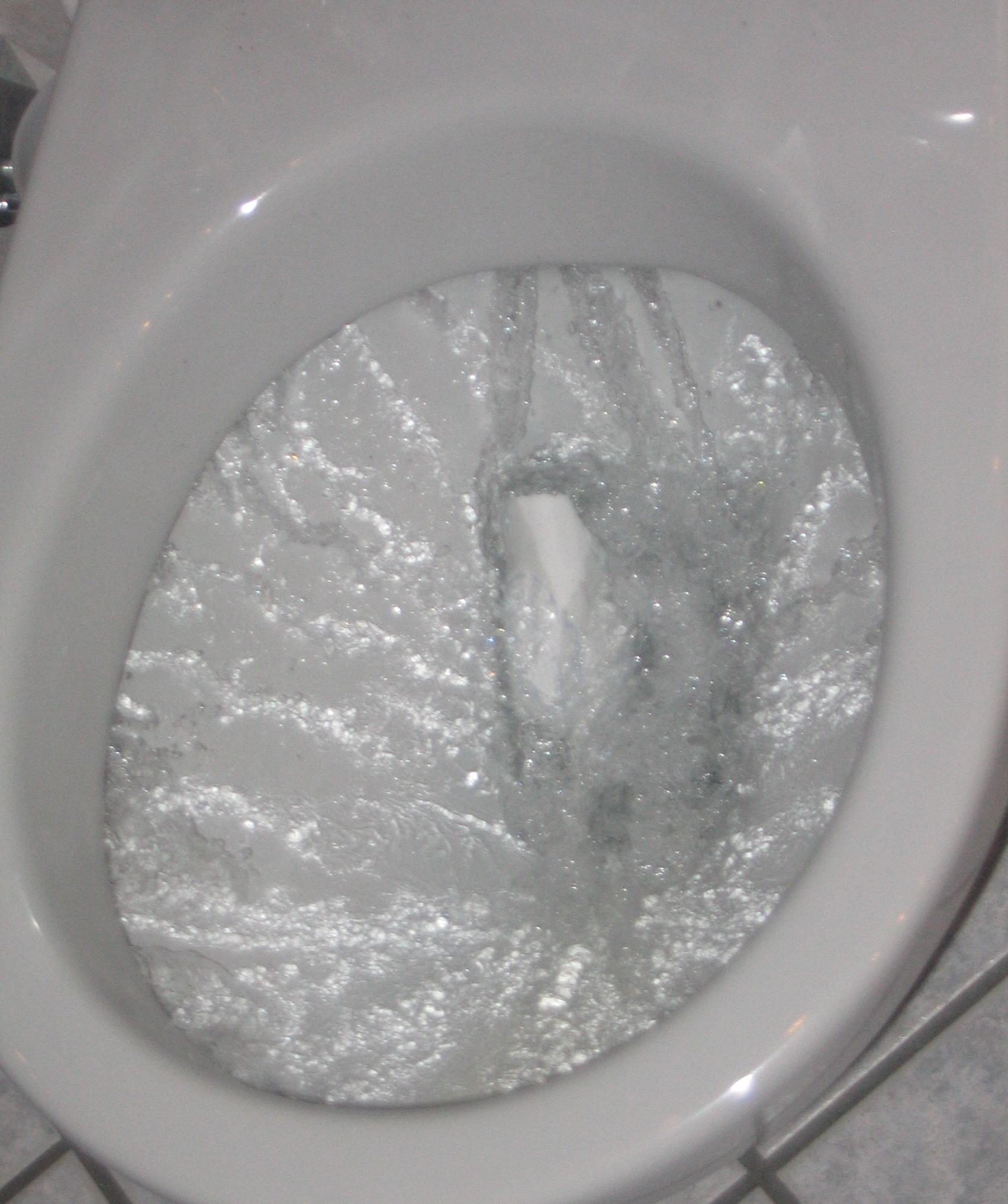
Lavaggio del vaso con brida aperta
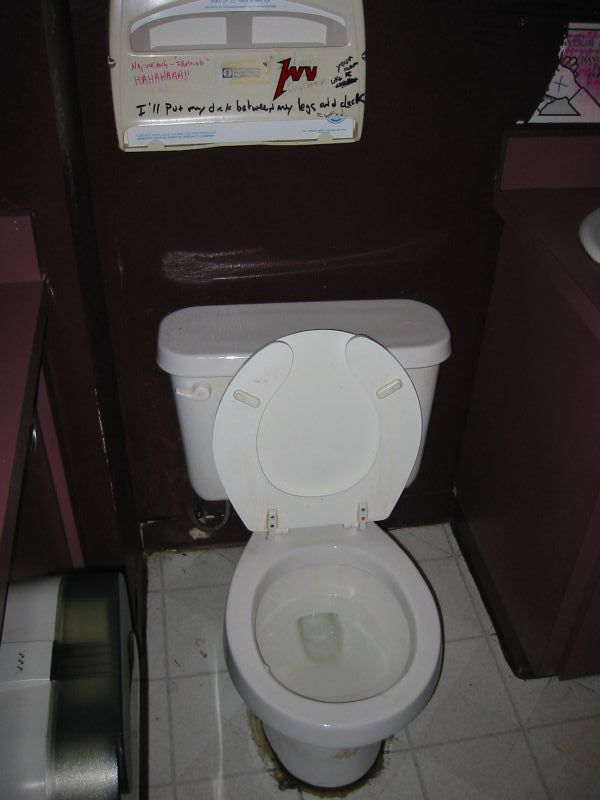
Vaso a cassetta bassa uso pubblico (ad aspirazione)
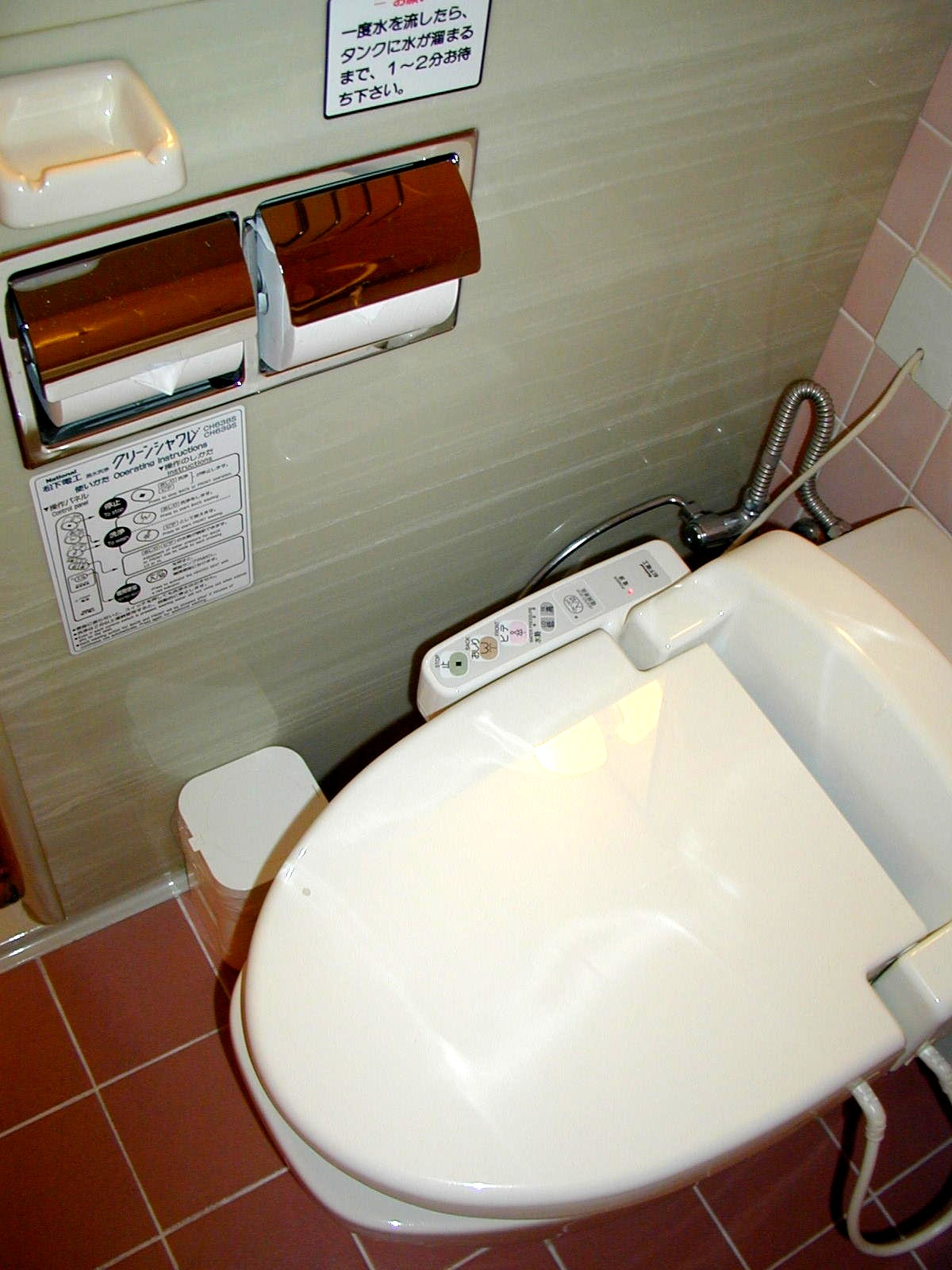
Vaso "water-bidet" (washlet) a Kotohira, nell'isola dello Shikoku (Giappone)
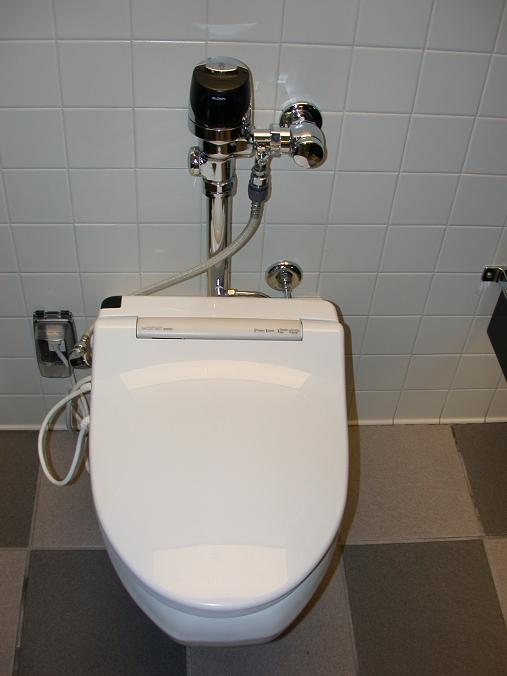
Vaso negli uffici di Google a Livermore (California); si noti l'allacciamento alla rete LAN
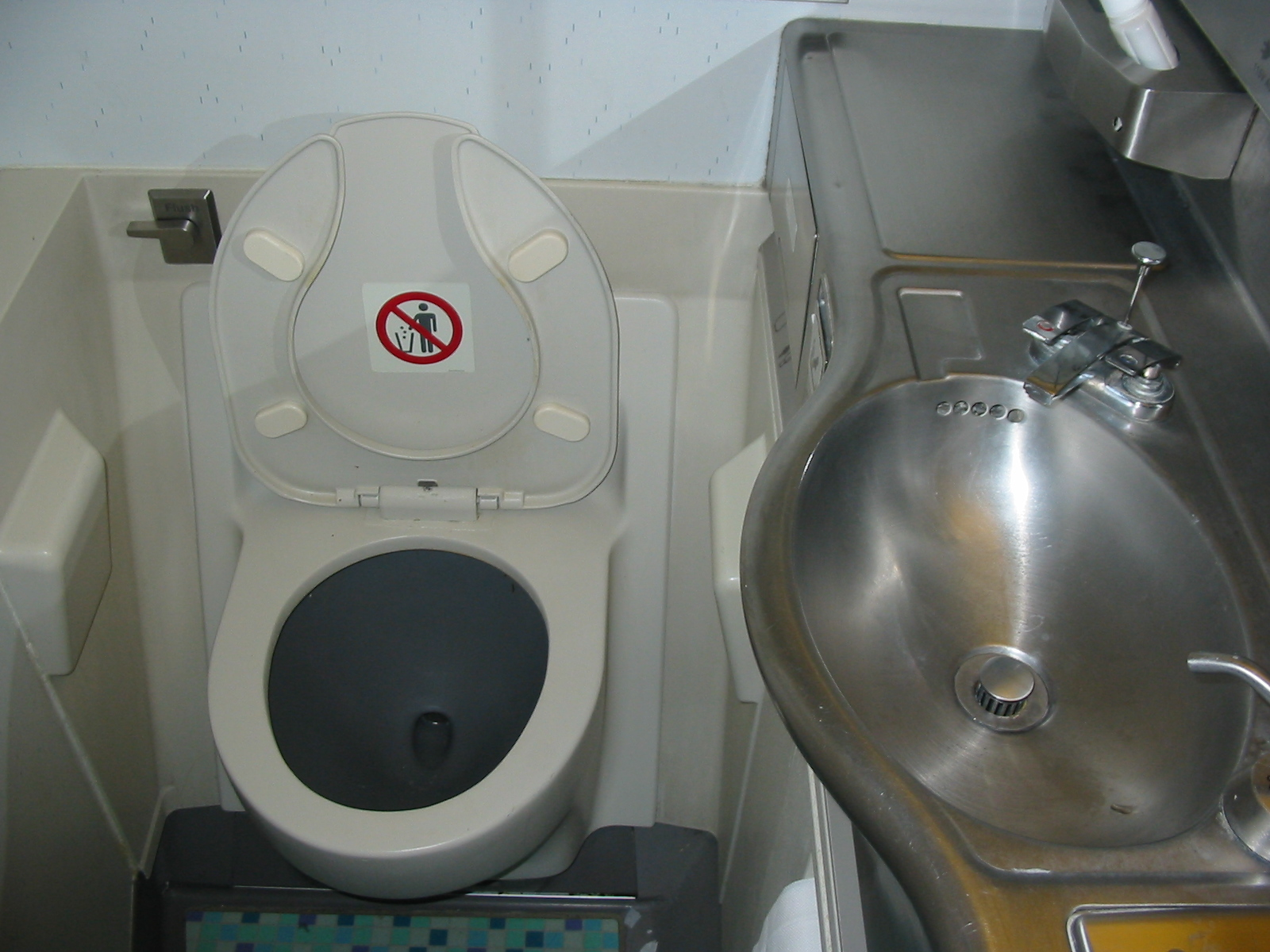
Il vaso di un Boeing 747
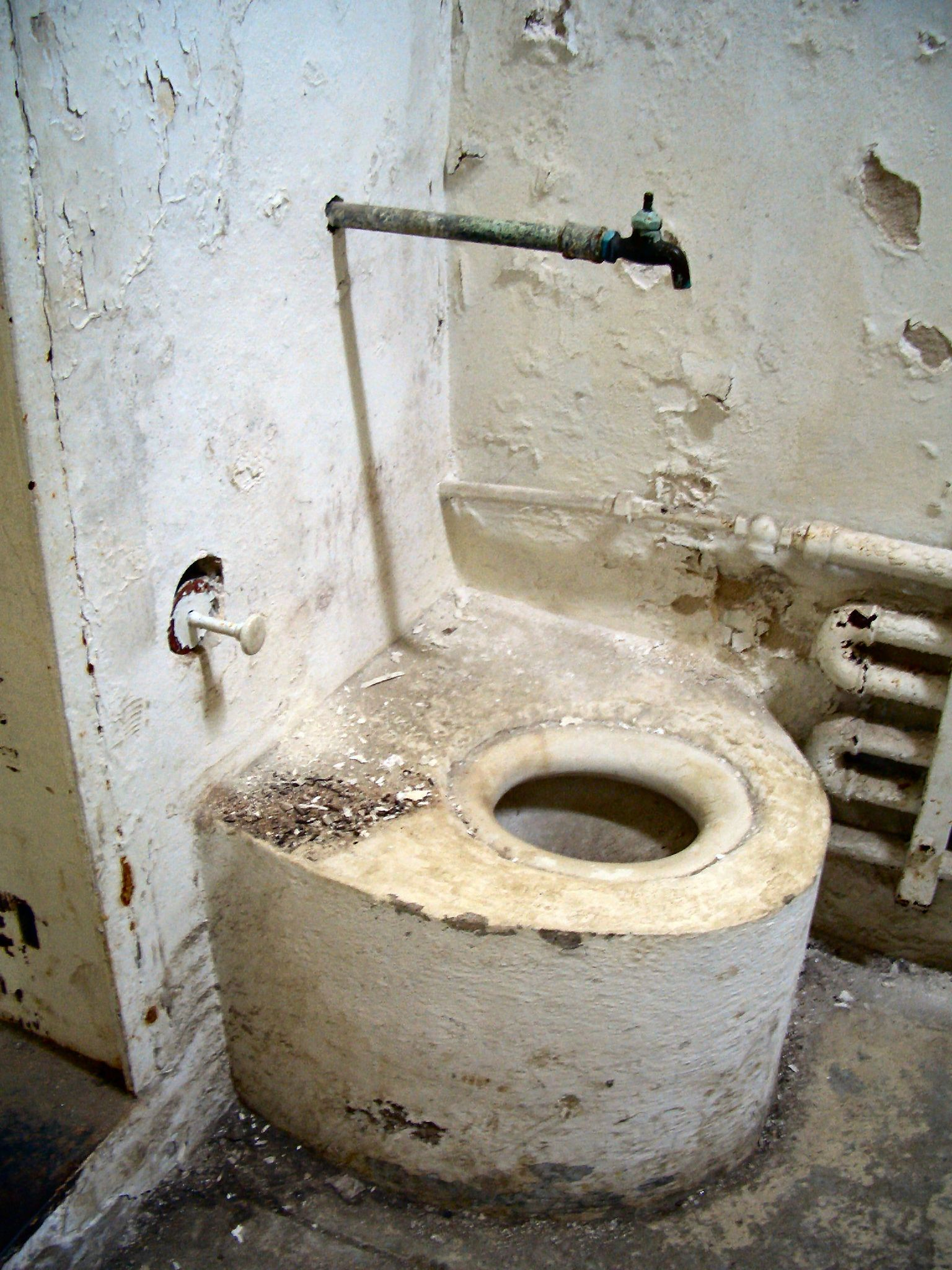
Vaso del penitenziario di Filadelfia, USA
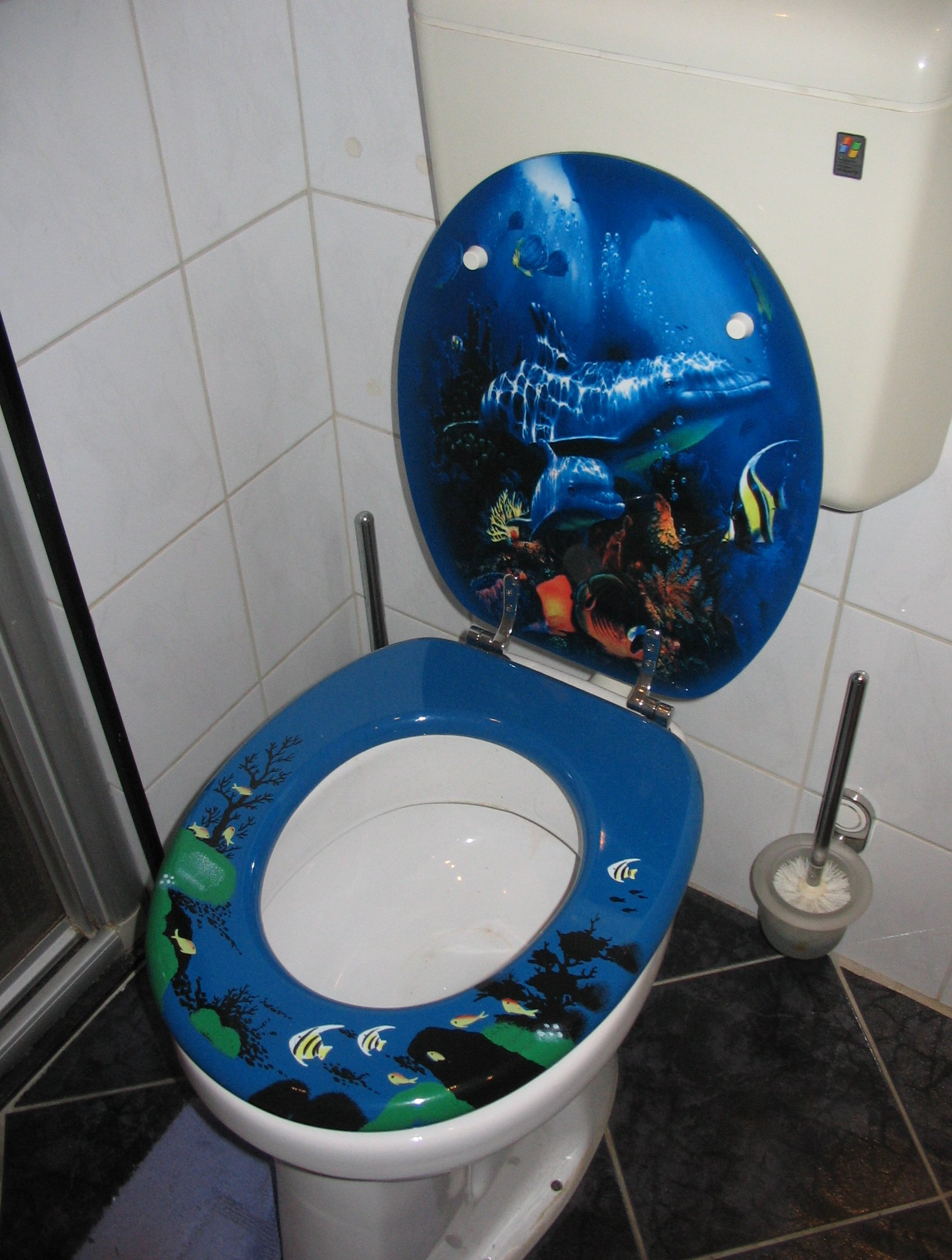
Un vaso sanitario con accessori personalizzati

### Annotazioni
1. ↑  Standard in Italia: 390 mm (± 10).
2. ↑  In Italia alla quota di 300 mm (± 300).
3. ↑  In media di diametro ∅ 110 mm
4. ↑  L'inglese closet indica un ambiente chiuso di piccole dimensioni, solitamente impiegato come ripostiglio. Il piccolo ambiente destinato a servizio igienico e caratterizzato dalla disponibilità di acqua (in inglese water) corrente, venne pertanto denominato water closet.
 La parola closet viene registrata per la prima volta attorno al 1340 come diminutivo di clos, dal latino clausum (spazio chiuso), a propria volta derivato dal verbo latino claudere (chiudere). Il termine closet venne coniato per rendere il termine latino cubiculum, una piccola stanza privata destinata di solito allo studio e alla preghiera; solo dal 1616 ne fu registrato l'uso, moderno e attuale, per indicare un vano di ridotte dimensioni destinato a ripostiglio.

### Fonti
1. ↑   Giuseppe Colombo, Manuale dell'ingegnere civile e industriale, Milano, Hoepli, 1877-78,  p. 49, SBN LO10156917.
2. ↑   Luciano Canepari, water, in Il DiPI: dizionario di pronuncia italiana, Bologna, Zanichelli, 1999, ISBN 88-08-09344-1.
3. ↑   Water-Closet, in Treccani.it – Vocabolario Treccani on line, Roma, Istituto dell'Enciclopedia Italiana.
4. 1 2  La Brida del WC. Meglio con o senza ??
5. ↑  Innovazione - DirectFlush
6. ↑  Water senza brida: opinioni e consigli
7. ↑  (EN) Douglas Harper, crap, su Online Etymology Dictionary, 2001-2024. URL consultato il 16 gennaio 2024.
8. ↑  (EN) History of Toilet Habits, su Fox & Co, 26 luglio 2000 (archiviato dall'url originale il 2 febbraio 2012).
9. ↑  (EN) Elizabeth Tilley, Lukas Ulrich e Christoph Lüthi, Compendium of sanitation systems and technologies, 2ª ed., Dübendorf, Eawag, 2014, ISBN 978-3-906484-57-0, OCLC 891459159.
10. ↑  (EN) WHO / UNICEF Joint Monitoring Programme: Documents, su wssinfo.org, 18 aprile 2014. URL consultato il 5 gennaio 2021 (archiviato dall'url originale il 18 aprile 2014).